# 에이미 모턴
에이미 모턴(영어: Amy Morton, 1958년 1월 1일 ~ )은 미국의 여자 배우이다.